# Dylan Groenewegen
Dylan Groenewegen (Amesterdão, 21 de junho de 1993) é um ciclista profissional neerlandês que atualmente corre para o Team BikeExchange–Jayco.
Durante a primeira etapa da Volta à Polónia de 2020 viu-se envolvido numa queda que ocasionou graves lesões ao ciclista neerlandês Fabio Jakobsen e que originou uma grande polémica já que foi acusado de uma manobra antidesportiva. A raiz disso, a 11 de novembro a UCI o sancionou sem poder competir durante nove meses até 7 de maio de 2021.

## Palmarés
| - 2013 - Volta a Holanda Setentrional - Kernen Omloop Echt-Susteren - 2014 - 1 etapa do Volta à Normandia - Tour de Flandres sub-23 - Tour de Düren - 2015 - Arnhem-Veenendaal Classic - Brussels Cycling Classic - 2016 - 1 etapa da Volta à Comunidade Valenciana - 1 etapa dos Três Dias de Flandres Ocidental - 1 etapa do Tour de Yorkshire - Flecha de Heist - Volta a Colónia - 1 etapa do Ster ZLM Toer - Campeonato dos Países Baixos em Estrada - Arnhem-Veenendaal Classic - 1 etapa da Volta à Grã-Bretanha - 1 etapa do Eneco Tour - Tour de Eurométropole - 2017 - 1 etapa do Tour de Yorkshire - 2 etapas do Tour da Noruega - 2 etapas do Ster ZLM Toer - 3.º no Campeonato dos Países Baixos em Estrada - 1 etapa do Tour de France - 1 etapa da Volta à Grã-Bretanha - 1 etapa do Tour de Guangxi | - 2018 - 1 etapa do Tour de Dubai - 2 etapas da Volta ao Algarve - Kuurne-Bruxelas-Kuurne - 1 etapa da Paris-Nice - 3 etapas do Tour da Noruega - 1 etapa do Volta à Eslovénia - 2 etapas do Tour de France - Veenendaal Veenendaal Classic - Campeonato de Flandres - 1 etapa do Tour de Guangxi - 2019 - 1 etapa da Volta à Comunidade Valenciana - 1 etapa da Volta ao Algarve - 2 etapas da Paris-Nice - Três Dias de Bruges–De Panne - 3 etapas dos Quatro Dias de Dunquerque - 2 etapas do ZLM Tour - 1 etapa do Tour de France - 3 etapas da Volta à Grã-Bretanha - Tacx Pro Classic - 2020 - 2 etapas da Volta à Comunidade Valenciana - 1 etapa do UAE Tour - 2021 - 2 etapas do Tour de Valônia - 1 etapa da Volta à Dinamarca - 2022 - 1 etapa do Tour de France |

## Resultados em Grandes Voltas e Campeonatos do Mundo
Durante a sua carreira desportiva tem conseguido os seguintes postos nas Grandes Voltas e nos Campeonatos do Mundo:
| Corrida            | Corrida            | 2012 | 2013 | 2014 | 2015 | 2016  | 2017  | 2018 | 2019  | 2020 | 2021 | 2022  |
| ------------------ | ------------------ | ---- | ---- | ---- | ---- | ----- | ----- | ---- | ----- | ---- | ---- | ----- |
|                    | Giro d'Italia      | —    | —    | —    | —    | —     | —     | —    | —     | —    | Ab.  | —     |
|                    | Tour de France     | —    | —    | —    | —    | 160.º | 156.º | Ab.  | 145.º | —    | —    | 117.º |
|                    | Volta a Espanha    | —    | —    | —    | —    | —     | —     | —    | —     | —    | —    |       |
| Mundial em Estrada | Mundial em Estrada | —    | —    | —    | —    | 37.º  | —     | —    | —     | —    | —    |       |

—: não participa

Ab.: abandono

## Equipas
- Cyclingteam De Rijke (2012-2014)
- Roompot Oranje Peloton (2015)
- Jumbo (2016-)
  - Team LottoNL-Jumbo (2016-2018)
  - Team Jumbo-Visma (2019-2021)
  - Team BikeExchange - Jayco (2022-)